# Userkaf
Userkaf (en egipci, Wsr-kȝ-f; en grec Ουσερχερης Ouserkheres) fou el faraó fundador de la dinastia V d'Egipte. Va iniciar el seu regnat vers el 2400 aC segons la cronologia mínima. El seu nom d’Horus fou Irimaat; el Nebti Irimaatnebti, el nom d’Horus d'or, Neternebunefer; el nom Nesut-niti: Userkaf; el nom de Sa-Ra Userkaf o Userkara. Manetó li diu Usèrqueres.
Pertanyia a la família reial, ja que era net de Djedefre. La seva mare fou probablement Nepherhetepes, filla d'aquest faraó. El seu pare no es coneix, però el papir Westcar diu que el pare dels tres primers sobirans fou una dona casada amb el sacerdot d'Heliòpolis Rededjedet, que els va engendrar amb el déu Ra.
Per a molts autors, això suposava el triomf del clergat d'Heliòpolis sobre el de Memfis, després d'una relativa marginació en el regnat de Xepseskaf. El faraó va fer moltes donacions de terres als temples, sobretot als dedicats a Ra, encara que també a Hator i a Horus. El culte solar fou plenament restablert en perjudici del de Ptah, però el faraó ja no fou el mateix Ra sinó el fill de Ra. El gran sacerdot de Ra a Heliòpolis ja no torna a ser un familiar directe del faraó o una persona propera, i ni tan sols és nomenat pel faraó (se sap perquè els grans sacerdots ja no porten títols oficials i són enterrats a Heliòpolis).
La seva dona fou una filla del rei Menkaure (Micerí), Khentkaus I. Va tenir almenys dos fills: Sahure i Nefererkare-Kakai. Alguns egiptòlegs, però, pensen que Khentkaus I fou la dona de Shepseskaf i que els dos fills foren fills de l'anterior faraó, de manera que Userkaf seria un usurpador. La seva dona podria ser una Khentkaus diferent (Khentkaus II); també es pensa que va tenir una dona anomenada Maatkha.
Sembla que el rei va perdre poder, ja que els visirs deixen de ser membres de la família directa. Així, els nobles augmenten en nombre i reben del rei terres i, de vegades, una mastaba que pagarà el faraó. En dos anys de regnat, se sap que va donar 1.924 arures de terra (unes 400 hectàrees) als santuaris d'Heliòpolis, Nekheb i Pe, entre altres temples, i va establir 88 ofrenes diàries per a la seva estàtua.
Els senyors territorials van augmentar el seu poder, com demostren les troballes d'objectes luxosos i s'enterraven a la seva terra i no prop de la tomba reial.
Va construir la seva tomba en ple Saqqara, prop del complex mortuori de Djoser. Va iniciar també una construcció a Abu Gharab, a 1 km al nord d'Abusir, un temple dedicat al culte solar al déu Re o Ra, anomenat Nekhen-Re ('Fortalesa de Re'), amb un obelisc gegant (benben) i un altar d'ofrenes on dos animals eren sacrificats cada dia. El varen acabar els seus successors.
La piràmide d'Userkaf a Saqqara es va dir "La que és pura pels quatre costats". El temple té un terra de basalt i parets; la resta fou fet amb pedra calcària fina de Tura, amb força decoració. Sis estàtues del rei es van trobar allí, així com un bust enorme de granit vermell. La piràmide mateixa fou d'una qualitat baixa comparada amb les anteriors. Té dues piràmides subsidiàries al sud; mesura 74 metres cada costat i 49 d'alçada. Una capella se situada a l'est. També la piràmide fou acabada pels seus successors. Va ser feta servir de pedrera i, en treure la pedra exterior, la part interna es va ensorrar i està en molt mal estat. El santuari està al sud en lloc de l'est, com era abans habitual. A la cambra funerària, d'uns 8 x 3 metres, es va trobar un sarcòfag buit. Al sud del temple, hi ha les restes de la piràmide de Neferhetep, de 17 metres d'alçària quan estava en peus.
Va governar set anys segons el papir de Torí. Manetó li assigna 28 anys. La pedra de Palerm esmenta només tres censos de bestiar durant el seu regnat i aquestos cens solien ser bianuals.
El va succeir Sahure, molt probablement el seu fill.